# معركة أندروس (1825)
معركة أندروس (بالإنجليزية: Battle of Andros)‏ هي معركة بحرية جرت في 29 إبريل 1825 بين اساطيل الدولة العثمانية ضد أسطول تابع للثوار اليونانيين تحت قيادة جورجيوس ستاشوريس وانتهت المعركة بهزيمة الاساطيل العثمانية ودمار اغلب سفنهم الحربية وتشتت باقى السفن.